# Fuoco prescritto
Il fuoco prescritto è la tecnica di applicazione esperta e autorizzata del fuoco alla vegetazione, su superfici pianificate, adottando precise prescrizioni e procedure operative, per conseguire diversi obiettivi di gestione del territorio.

## Scopi
In particolare questa tecnica viene applicata per:
1. prevenire gli incendi boschivi: il fuoco prescritto viene utilizzato per eliminare in modo preventivo alcune parti particolarmente infiammabili della vegetazione, come la lettiera e le erbe secche, al fine di ridurre il rischio incendi in specifiche aree e agevolare gli interventi di lotta agli incendi;
2. conservare ecosistemi e habitat: il fuoco prescritto viene utilizzato per gestire diversi ambienti in cui il passaggio periodico del fuoco, sia di origine naturale che antropica, è un importante fattore ecologico per la loro conservazione.(esempi di piante resistenti in Australia: Banksia, Xanthorrhoea, Eucalipto)
3. gestire le risorse silvo-pastorali: il fuoco prescritto viene utilizzato per selezionare alcune specie erbacee che hanno valore pastorale, eliminare l'erba secca e gli arbusti e stimolare il ricaccio di getti appetiti dagli animali, per eliminare i residui legnosi dopo un taglio boschivo, o per favorire la rinnovazione naturale o artificiale di alcune specie forestali.
4. formare il personale addetto allo spegnimento degli incendi boschivi: il fuoco prescritto rientra fra i moduli didattici della formazione degli analisti degli incendi boschivi di diversi paesi e per la formazione all'uso esperto della tecnica del controfuoco.

## Le prescrizioni
Il fuoco prescritto per avere efficacia non deve essere frutto di pericolose improvvisazioni ma viene applicato seguendo delle prescrizioni di uso del fuoco, ovvero delle indicazioni che riguardano la stagione in cui intervenire, quale deve essere la temperatura e umidità dell'aria, la velocità e direzione del vento, l'umidità della lettiera e del suolo. Queste indicazioni generalmente vengono espresse con un minimo e massimo (es. umidità dell'aria compresa fra 30% e 70%), ovvero delle finestre ambientali all'interno delle quali è possibile intervenire in sicurezza, ottenendo gli effetti desiderati ed evitando quelli indesiderati. Le prescrizioni comprendono anche le tecniche di accensione da adottare per condurre il fronte di fiamma con determinate caratteristiche di comportamento. Un fronte di fiamma acceso controvento e pendenza procede lentamente ed è generalmente caratterizzato da una minore lunghezza di fiamma. Un fronte di fiamma acceso a favore di vento e pendenza, e che interagisce con altri fronti accesi un prossimità, può acquisire velocità, lunghezza di fiamma e intensità maggiori. Infine, le prescrizioni riguardano anche il tempo di ritorno, ovvero ogni quanti anni intervenire nella stessa area con il fuoco prescritto.

## La storia
La propagazione di incendi in natura da parte dell'uomo inizia nella preistoria con la domesticazione del fuoco, e da allora molte popolazioni pastorali o cacciatori hanno continuato questa pratica, emblematici gli aborigeni australiani e i nativi nordamericani. Questa pratica è stata spesso in passato criminalizzata dalla scienza accademica, in quanto ritenuta arcaica e dannosa. A titolo di esempio: dopo il Grande Incendio del 1910 negli Stati Uniti, il Forest Service US avviò una campagna mediatica, di grande efficacia, di tolleranza zero contro gli incendi boschivi che si è protratta per una cinquantina d'anni. Questo lungo periodo di assenza di fuoco ha portato un aumento della componente combustibile dei boschi che impediscono il passaggio di un fuoco radente favorendo invece un fuoco sotterraneo e/o di chioma molto deleterio sia per le difficoltà di spegnimento sia per il danneggiamento radicale della vegetazione, le cenosi vegetali che erano abituate da millenni al periodico abbruciamento deperivano per le malattie e la concorrenza di altre specie (effetto smokey bear). A seguito di queste evidenze, sono dovute cambiare le strategie di protezione forestale, riabilitando la pratica dei popoli nativi come appropriata alla gestione dei territori naturali.
La tecnica del fuoco prescritto è stata utilizzata con accortezza a partire dalla prima metà del XX secolo in diversi ambienti forestali, arbustivi, di savana e prateria del Nord America, Australasia, Asia e Africa. Dalla fine degli anni '70 del XX sec. la tecnica viene adottata anche in Europa. In Italia, il fuoco prescritto è stato sperimentato a partire dagli anni '80. In particolare, dal 2004 sono stati avviati programmi di fuoco prescritto per valutare l'efficacia e i limiti di questa tecnica per: prevenire gli incendi in boschi di conifere (Pinus pinaster, Pinus halepensis, Pinus pinea); realizzare fasce parafuoco nella macchia mediterranea; conservare habitat di interesse comunitario (es. Habitat 4030); favorire la rinnovazione di specie forestali (querce). Inoltre, sono stati realizzati diversi corsi di formazione del personale che opera nella lotta agli incendi boschivi. La normativa regionale del settore ambientale e antincendi boschivi prevede procedure amministrative per autorizzare interventi di fuoco prescritto in diverse regioni italiane.

## Galleria d'immagini

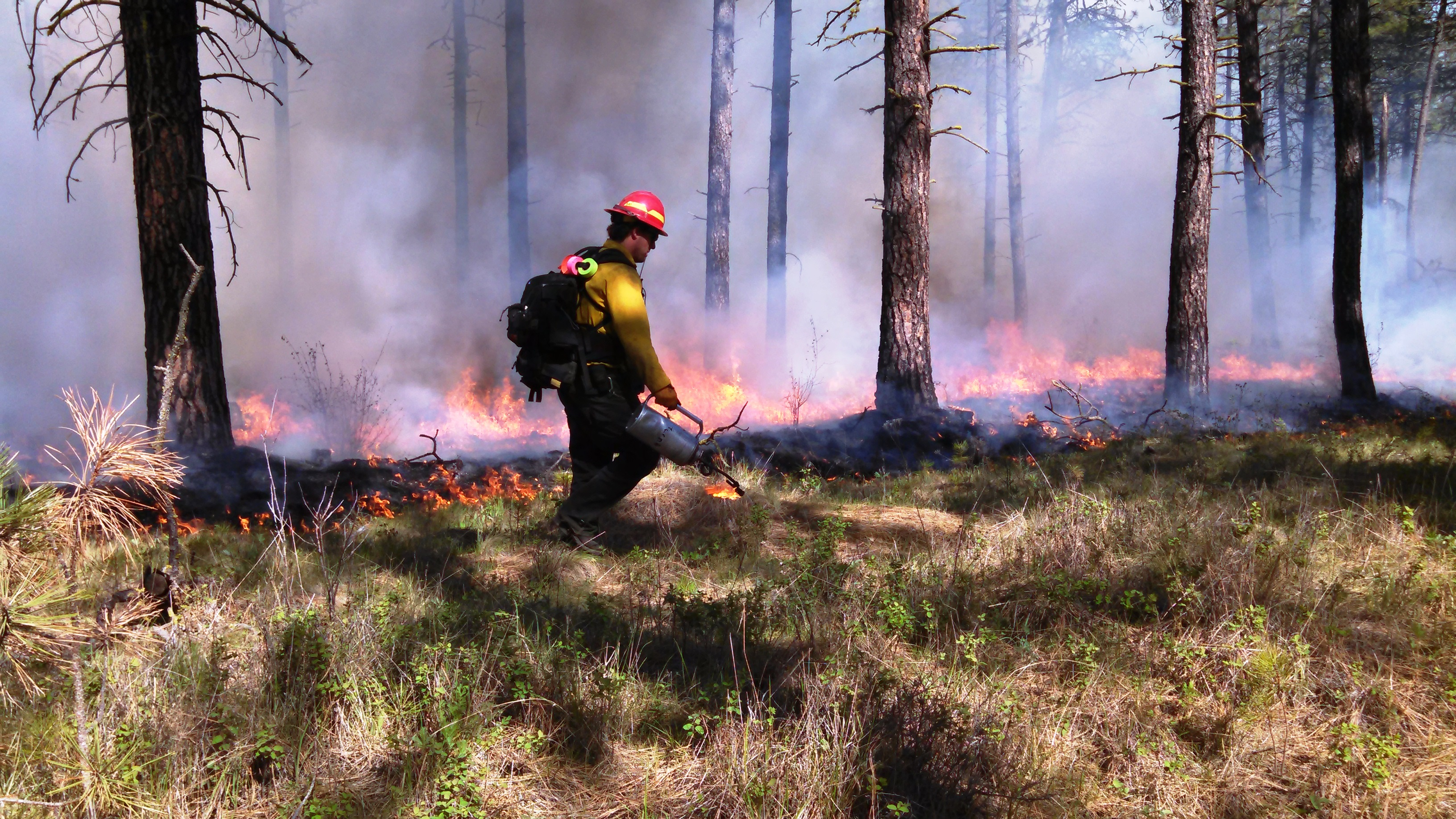
Fuoco prescritto in una foresta di pini nell'est di Washington, Stati Uniti, per ripristinare la salute dell'ecosistema.
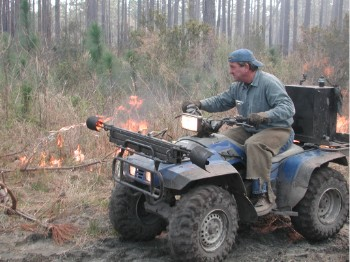
Fuoco prescritto applicato con un dispositivo fuoristrada che spruzza olio combustibile fiammeggiante da un lato, incendiando all'istante la lettiera di foglie.
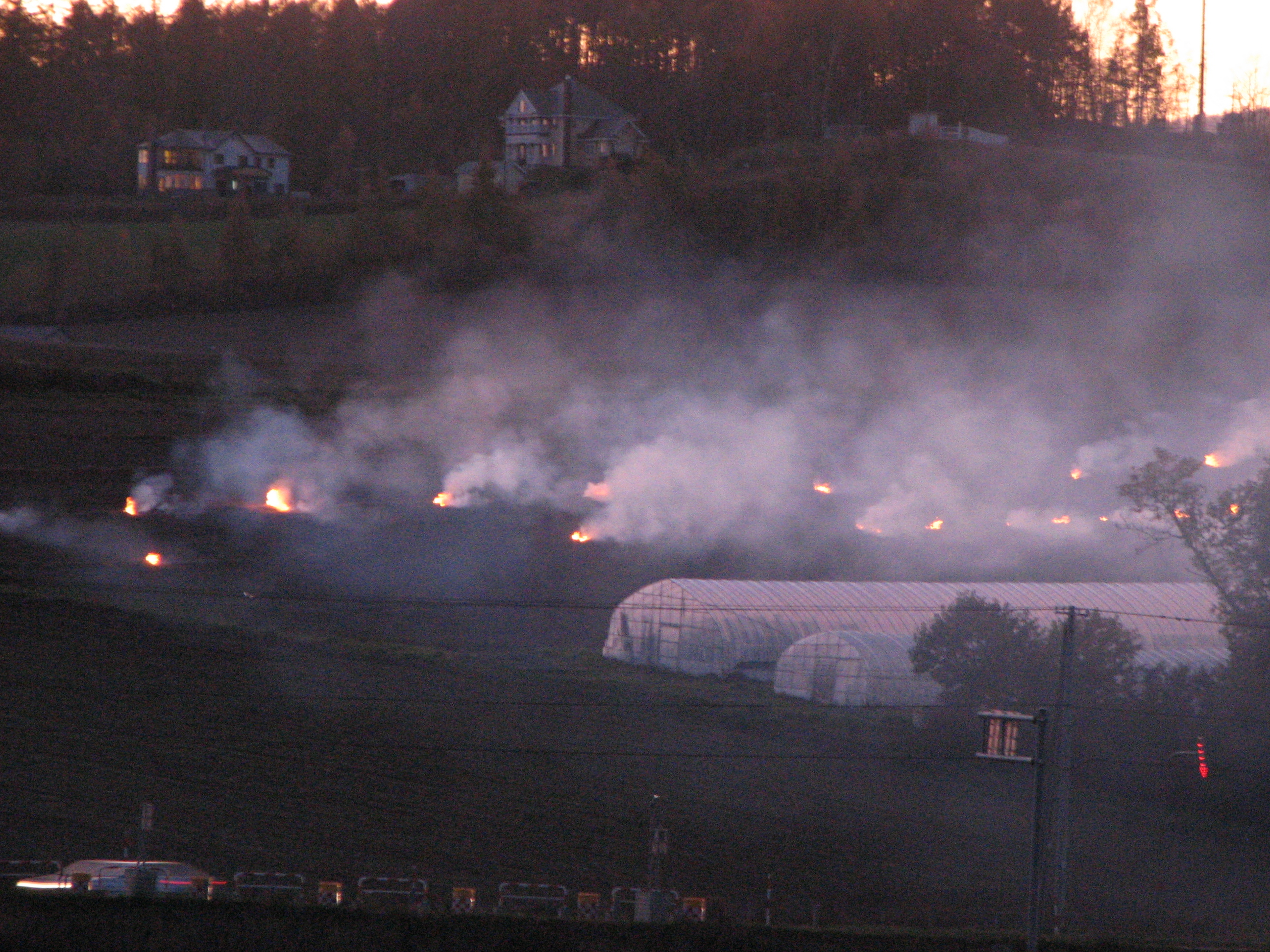
Fuoco prescritto a Hokkaido, Giappone.
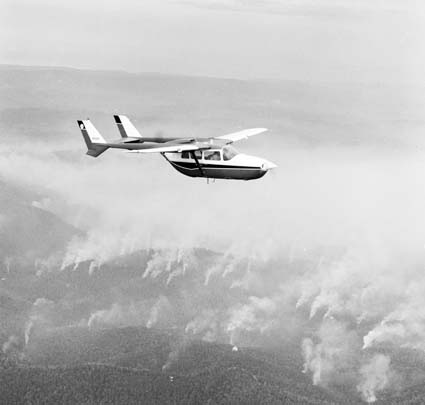
Aereo nell'Australia Occidentale che esegue fuoco prescritto.